# ایوان بارنو
ایوان بارنو (بلغاری: Иван Бърнев؛ زادهٔ ۱۵ ژوئیهٔ ۱۹۷۳) هنرپیشه اهل بلغارستان است.
از فیلم‌ها یا برنامه‌های تلویزیونی که وی در آن نقش داشته‌است می‌توان به درس اشاره کرد.